# 2016 في البرتغال
فيما يلي قوائم الأحداث التي وقعت خلال عام 2016 في البرتغال.

## سياسة

### تعيين في المنصب
- 9 مارس – مارسيلو ريبيلو دي سوزا رئيس البرتغال.

### انتهاء فترة المنصب
- 9 مارس – أنيبال كافاكو سيلفا رئيس البرتغال.

## رياضة
- 1 يناير – البرتغال في الألعاب الأولمبية الصيفية 2016

## وفيات

### فبراير
- 24 فبراير – إيرنيستو أوليفيرا (مواليد 1921) لاعب كرة قدم برتغالي.

### مارس
- 31 مارس – فرناندو مينديز (مواليد 1937)[1]

### يوليو
- 25 يوليو – أرتور كوريا (مواليد 1950) لاعب كرة قدم برتغالي.[2]